# Kenan Ege
Kenan Ege – turecki zapaśnik walczący przeważnie w stylu klasycznym. Zajął szóste miejsce na mistrzostwach świata w 1974. Brązowy medalista mistrzostw Europy w 1979. Triumfator igrzysk śródziemnomorskich w 1975 i drugi w 1979 roku.